# Gina Hecht
Pour les articles homonymes, voir Hecht.
Gina Hecht est une actrice et productrice américaine née le 6 décembre 1953 à Winter Park, Floride (États-Unis).

## Filmographie

### Cinéma
- 1982 : Les Croque-morts en folie : Charlotte Koogle
- 1985 : St. Elmo's Fire : Judith
- 1986 : Hyper Sapien : Les Visiteurs de l'espace (en) : Newscaster
- 1987 : Unfinished Business : Vickie
- 1993 : Family Prayers (en) : Arlene
- 1995 : One Night Stand (en) : Cy Watson
- 1998 : Can I Play? (court métrage): Nancy
- 1999 : En direct sur Ed TV : Party Girl
- 2001 : Odessa or Bust de Brian Herskowitz : God
- 2002 : Top chronos : Meter Maid
- 2008 : The Last Word : Hilde
- 2009 : Sept vies : Dr. Briar

### Télévision
- 1979 : Hizzonner (en) : Melanie
- 1979-1981 : Mork and Mindy : Jean DaVinci
- 1987 : Everything's Relative (en) : Emily Cabot
- 1988 : Heartbeat (en) : Patty
- 1989 : Baywatch : Panic at Malibu Pier (en) : Gina Pomeroy
- 1992 : Taking Back My Life: The Nancy Ziegenmeyer Story (en) : Deanne
- 1994 : Without Warning (en) : Barbara Shiller
- 2001 : JAG, épisode Carte sur table : Jane Maples
- 2005 : Pizza My Heart (en) : Gloria Montebello
- 2007 : Une nouvelle donne : Darlene
- 2009-2012 : Glee, épisodes Que la honte soit avec toi, Comment se dire adieu… et Glee, Actually : Mme Puckerman
- 2013 : Bones, épisode Le Tribunal des citoyens : Juge Trudy
- 2013 : The Middle, épisode Développement personnel : Ms. Schaefer
- 2014 : Castle, épisode Le Meurtre du samedi soir : Marie Russo
- 2015-2020 : Hôpital central : Juge Rachel Lasser
- 2020 : Dave : Carol Burd, la mère de Dave
- 2023 : Tacoma FD (en), épisode Gone Dutch (en) : Laura, la veuve
- 2024 : Grey's Anatomy, épisode De nouveaux rêves : Mrs Sutton
- 2025 : The Rookie : Le Flic de Los Angeles, épisodes La Menace et Une affaire pas comme les autres : Dr Meg Davidson, directrice de l'hôpital psychiatrique de Westview

### Productrice
- 2001 : Odessa or Bust